# Heino Schmieden

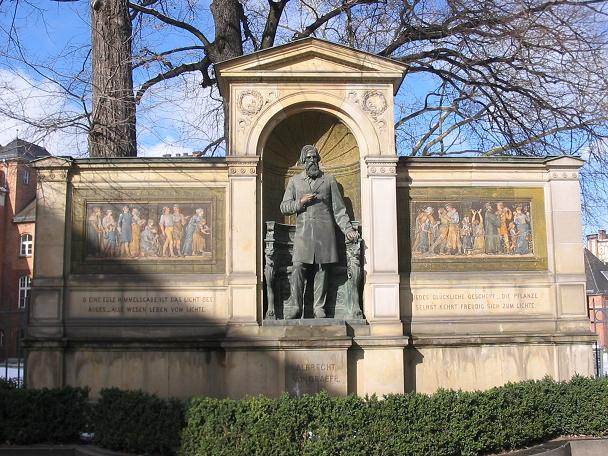
Memorial Albrecht von Graefe em Berlim

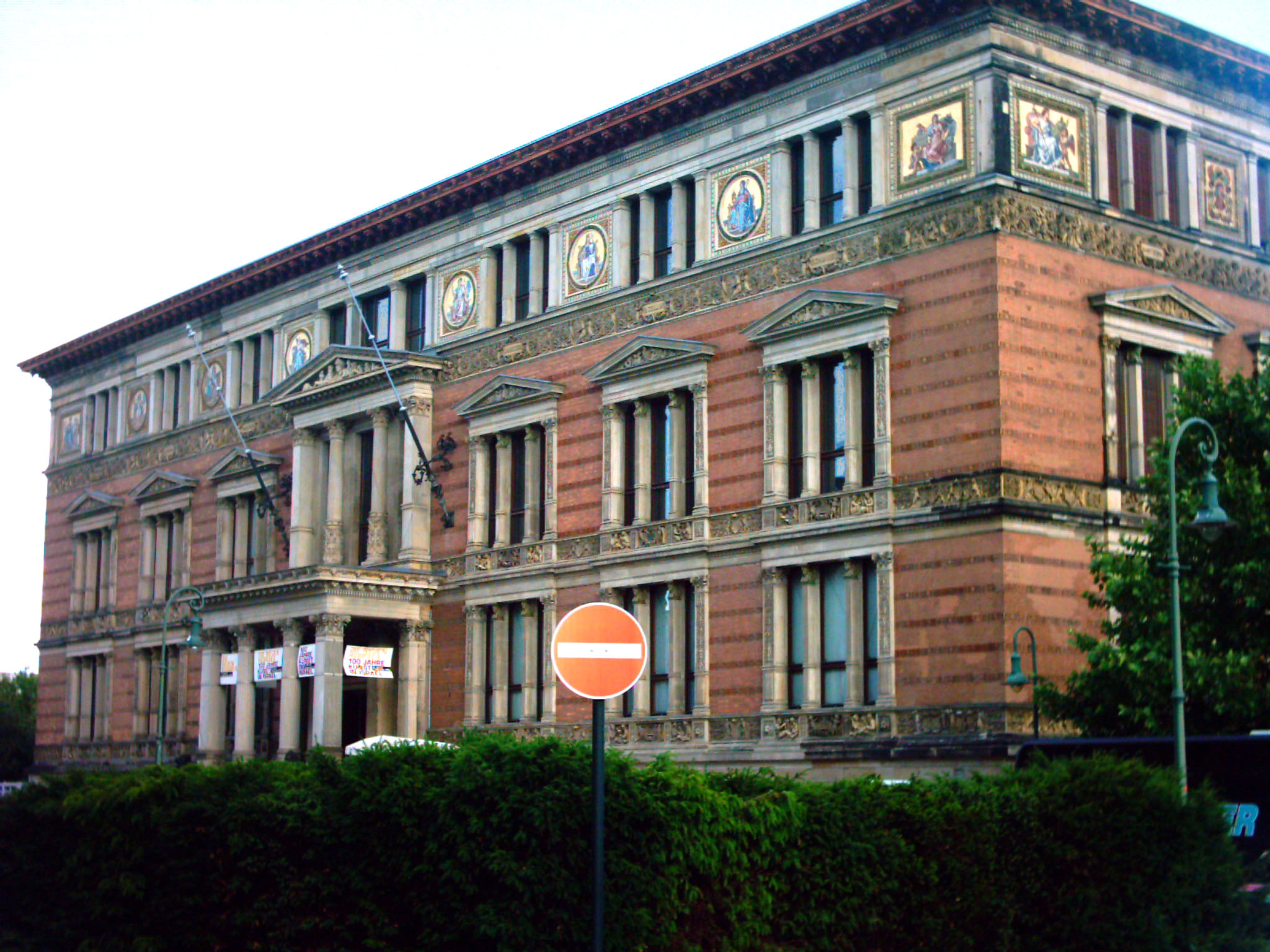
Martin-Gropius-Bau em Berlim

Heino Schmieden (Myślibórz, 15 de maio de 1835 – Berlim, 7 de setembro de 1913) foi um arquiteto alemão.
Em 1866 graduou-se na Bauakademie em Berlim.
Em 1881 foi eleito membro da Berlin Bauakademie, seguindo sua admissão em 1887 na Preußische Akademie der Künste.

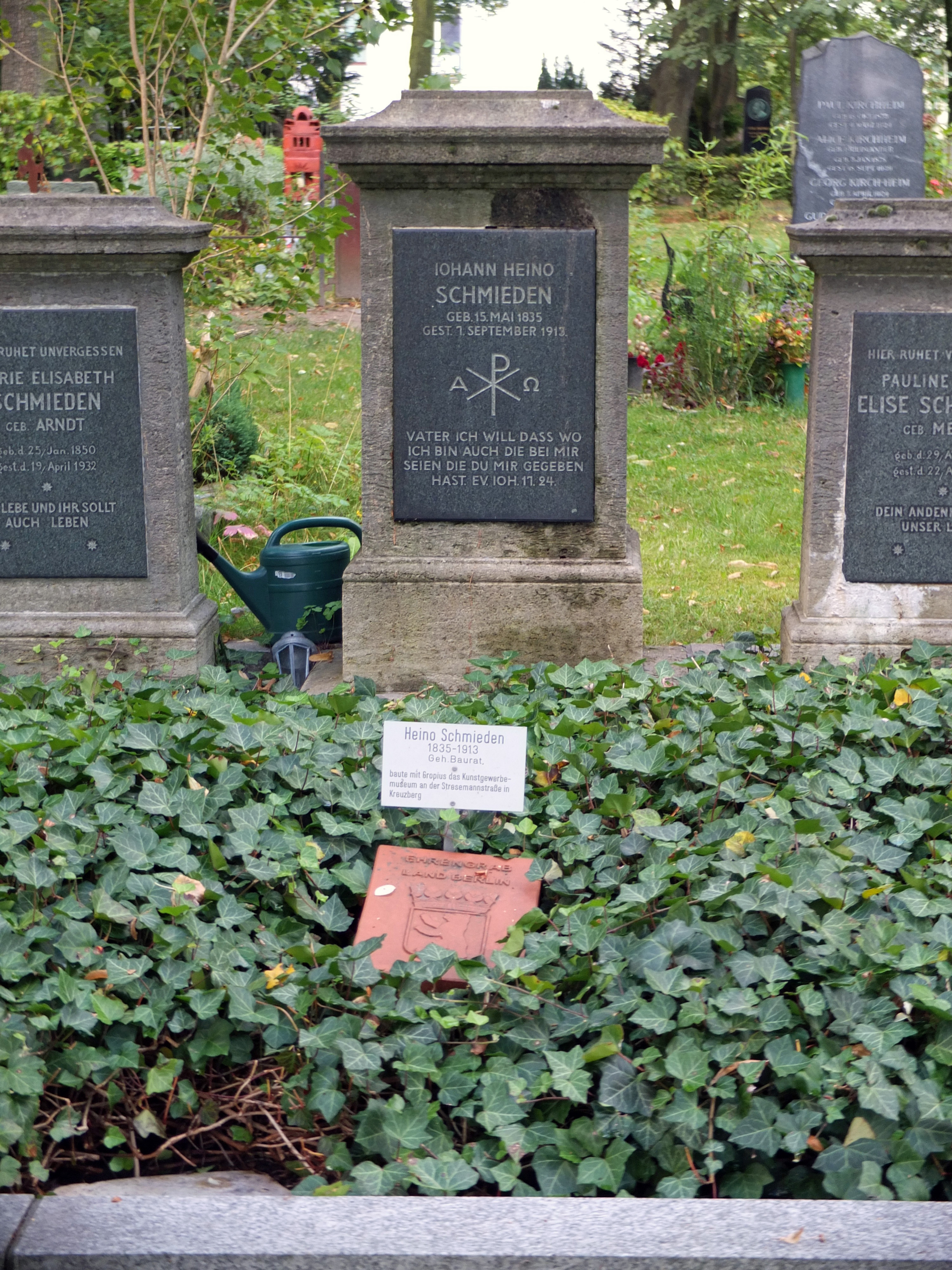
Sepultura no Alter St.-Matthäus-Kirchhof Berlin

Sepultado no Alter St.-Matthäus-Kirchhof Berlin.